# Edward Blake
Edward Blake, född 13 oktober 1833 och död 1 mars 1912, var en kanadensisk-brittisk politiker. Blake var Ontarios premiärminister mellan 1871 till 1872.
Blake blev 1856 advokat i Toronto och 1867 ledamot av Kanadas parlament. 1867–87 var han en av liberalernas ledare samt 1875–77 justitieminister. Blake drog sig 1890 tillbaka och flyttade 1892 till London för att i underhuset representera de irländska nationalisterna. Han var imperialist med krävde vidsträckt självstyrelse för de särskilda delarna av riket. Blake spelade dock inte den roll i Englands politiska liv, som man på grund av hans verksamhet i Kanada väntat. Han avgick ur parlamentet 1907 och dog i Toronto.